# 细弱拟捻螺
细弱拟捻螺（学名：Acteocina exilis）为拟捻螺科拟捻螺属的动物。

## 分佈
分布于日本以及中国大陆的广东、台湾海峡西部等地，属于暖水性种类。其主要栖息于潮间带-潮下带浅水区-水深100米细砂质底。